# ژاله علو
شوکت علو (۱ فروردین ۱۳۰۶ – ۳ دی ۱۴۰۳) با نام هنری ژاله علو، بازیگر و صداپیشه ایرانی بود. او از پیشکسوتان عرصه بازیگری و گویندگی و از برگزیدگان هشتمین همایش چهره‌های ماندگار در سال ۱۳۸۹ بود. ماندگارترین اثر او ایفای نقش خاله لیلا در سریال روزی روزگاری (۱۳۷۰–۱۳۷۱) بود. ژاله علو ۳ دی ۱۴۰۳ در ۹۷ سالگی درگذشت.

## زندگی
ژاله علو با نام اصلی شوکت علو در سال ۱۳۰۶ در کوچه شریعت، واقع در محله سنگلج تهران زاده شد. پدر او ارتشی و پدربزرگ وی (عُلُوّالسلطنه) از خوشنویسان دوران قاجار بود. او در کودکی آثار ادبی ادیبان ایرانی همچون حافظ و سعدی و مولانا را فراگرفت. ژاله علو در نوجوانی عضو چند انجمن ادبی و گروه شعرخوانی بود و همین فعالیت‌ها موجبات راهیابی وی به رادیو برای دکلمه شعر و گویندگی در سال ۱۳۲۷ را مهیا کرد.
ژاله علو دانش‌آموخته سال ۱۳۲۶ دانشسرای مقدماتی تهران و هنرستان هنرپیشگی تهران در سال ۱۳۲۹ بود.
علو در سال ۱۳۳۰ با نصرت‌الله محتشم ازدواج کرد که به جدایی ختم شد او سپس با ایرج رزمجو ازدواج کرد که این ازدواج هم به جدایی رسید. او از ازدواج دوم خود یک پسر به نام شاهرخ رزمجو دارد که باستان‌شناس است.

## فعالیت هنری
نخستین فعالیت‌های هنری ژاله علو از سال ۱۳۲۷ با گویندگی زنده در رادیو ایران و اعلام برنامه‌ها، شامل می‌شد. سپس وی به اجرای نمایش‌های رادیویی پرداخت و از پایه‌گذاران برنامه داستان شب بود. اولین نمایشنامه‌ای که به‌طور زنده برای داستان شب کار کرد، دختر خورشید نام داشت که نصرت‌الله محتشم آن را کارگردانی کرد. اجراهای موزیکال وی در رادیو، وی را بر آن داشت که نام هنری «ژاله» را برای خود برگزیند.
ژاله علو در سال ۱۳۲۷ در فیلم طوفان زندگی به کارگردانی علی دریابیگی به ایفای نقش پرداخت. او پس از بازی در زندانی امیر و واریته بهاری وارد عرصه تئاتر شد و نخستین اجرای خود را در سال ۱۳۲۸ در یکی از نمایش‌های هنریک استپانیان به نام ماری مادلن در تئاتر فردوسی تجربه کرد. او فعالیت گسترده‌ای را در زمینه تئاتر داشت. او آخرین اجرای تئاتر خود را در سال ۱۳۳۷ و در نمایشی به نام توپاز به کارگردانی نصرت‌الله محتشم انجام داد.
به پیشنهاد اسماعیل کوشان، نقش اول فیلم افسونگر را با آنکه نقش منفی بود، پذیرفت و ۳ هزار تومان دستمزد گرفت. او تا اواخر دهه ۱۳۳۰ خورشیدی ایفاگر نقش‌های اصلی بود. اما به تدریج به شمایل مادر در سینمای ایران بدل شد.
ژاله علو فعالیت در دوبله را از سال ۱۳۳۱ در استودیو پارس فیلم و با گویندگی به‌جای دلکش در فیلم مادر کاری از اسماعیل کوشان آغاز کرد و پس از آن در فیلم‌های زیادی بجای ستارگان سرشناس سینمای جهان حرف زد. او آغازگر دوبلهٔ پویانمایی در ایران بود. دوبلهٔ بسیاری از کارتون‌های والت دیسنی، مانند زیبای خفته و گربه‌های اشرافی به سرپرستی وی انجام شدند.
وی پس از انقلاب ۱۳۵۷ ایران بازی در تلویزیون را با مجموعهٔ امیرکبیر آغاز کرد. آخرین حضور تلویزیونی او در مجموعهٔ مختارنامه بود.
او همچنین در برخی از برنامه‌های موسیقایی تلویزیون نظیر دلنوازان به دکلمه اشعار می‌پرداخت. ژاله علو همچنین در آلبوم دختر گلفروش ساخته حسن کسائی، با صدای علی جهاندار و تنبک محمود رفیعیان اشعاری را دکلمه کرده بود.
شاخص‌ترین آثار ژاله علو در سال‌های پس از انقلاب، یکی مدیریت دوبلاژ سریال محبوب سال‌های دور از خانه (اوشین) و دیگری، هنرنمایی در مجموعهٔ تلویزیونی روزی روزگاری در نقش زن ایلیاتی مقتدری به‌نام خاله لیلا بود که مورد استقبال قرار گرفت.

## کارنامهٔ هنری

### سینمایی

- طوفان زندگی (۱۳۲۷)
- زندانی امیر (۱۳۲۷)
- واریتهٔ بهاری (۱۳۲۸)
- افسونگر (۱۳۳۱)
- آغا محمدخان قاجار (۱۳۳۳)
- ماجرای زندگی (۱۳۳۳)
- عروس دجله (۱۳۳۳)
- اتهام (۱۳۳۵)
- یعقوب لیث صفاری (۱۳۳۶)
- طلسم شکسته (۱۳۳۷)
- بیژن و منیژه (۱۳۳۷)
- بی‌ستاره‌ها (۱۳۳۸)
- پیمان دوستی (۱۳۳۸)
- آسمون جل (۱۳۳۸)
- صفرعلی (۱۳۳۹)
- پیمان (۱۳۳۹)
- شب کلاه شیطان (ناتمام-۱۳۳۹)
- مرفین یا آفت زندگی (۱۳۳۹)
- دندان افعی (۱۳۴۰)
- بیوه‌های خندان (۱۳۴۰)
- ور پریده (۱۳۴۱)
- طلای سفید (۱۳۴۱)
- کلید (۱۳۴۱)
- هوکانی (ناتمام-۱۳۴۸)
- شیرین و فرهاد (۱۳۴۹)
- لیلی و مجنون (۱۳۴۹)
- طوقی (۱۳۴۹)
- پنجره (۱۳۴۹)
- پل (۱۳۵۰)
- احساس داغ (۱۳۵۰)
- داش‌آکل (۱۳۵۰)
- لوطی (۱۳۵۰)
- آدمک (۱۳۵۰)
- قلندر (۱۳۵۱)
- اتل متل توتوله (۱۳۵۱)
- فتنهٔ چکمه پوش (۱۳۵۱)
- ساعت فاجعه (۱۳۵۱)
- عباسه و جعفر برمکی (۱۳۵۱)
- آبنبات چوبی (۱۳۵۱)
- شیرعلی مردان (ناتمام-۱۳۵۱)
- کیفر (۱۳۵۲)
- غریب (۱۳۵۲)
- صدای صحرا (۱۳۵۴)
- واسطه‌ها (۱۳۵۶)
- زمان از دست رفته (۱۳۶۸)
- پرواز را به خاطر بسپار (۱۳۷۱)
- جنگ نفت‌کش‌ها (۱۳۷۲)
- آدم‌برفی (۱۳۷۳)
- روز واقعه (۱۳۷۳)
- پری (گوینده)(۱۳۷۳)
- طالع سعد (۱۳۷۴)
- زن امروز (۱۳۷۵)
- سلطان (۱۳۷۵)
- مسافر ری (نسخهٔ سینمایی) (۱۳۸۰)
- مهمان مامان (۱۳۸۲)
- کارناوال مرگ (۱۳۸۷)
- ملک سلیمان (۱۳۸۷)
- شیرین (۱۳۸۷)
- مجبوریم (۱۳۹۷)
- فصل ماهی سفید (۱۳۹۸)

### تلویزیونی
| سال       | نام                        | سمت                   | کارگردان                | توضیحات                                                     |
| --------- | -------------------------- | --------------------- | ----------------------- | ----------------------------------------------------------- |
| ۱۳۶۳–۱۳۶۴ | امیرکبیر                   | بازیگر                | سعید نیک‌پور             | شبکه ۱                                                      |
| ۱۳۶۵–۱۳۶۶ | گرگ‌ها                      | بازیگر                | داوود میرباقری          | شبکه ۱                                                      |
| ۱۳۶۷      | اسناد کهنه، تاریخ نو       | بازیگر                | نادر ابراهیمی           | شبکه ۱                                                      |
| ۱۳۶۷      | بخش چهار جراحی             | بازیگر                | مسعود فروتن             |                                                             |
| ۱۳۶۷      | گالش‌های مادربزرگ           | بازیگر                | بهمن زرین‌پور            | در نوروز ۱۳۶۸ پخش شد.                                       |
| ۱۳۷۰      | وزیرمختار                  | بازیگر                | سعید نیک‌پور             |                                                             |
| ۱۳۷۰      | نقاشی با خطوط ساده         | راوی                  | میترا عبدی              | برنامه کودک و نوجوان شبکه ۱                                 |
| ۱۳۷۰–۱۳۷۱ | روزی روزگاری               | بازیگر نقش خاله لیلا  | امرالله احمدجو          | شبکه ۱                                                      |
| ۱۳۷۲      | باغ گیلاس                  | صداپیشه               | مجید بهشتی              | دوبله به‌جای «نیکو خردمند»                                   |
| ۱۳۷۲      | تاریخ روابط ایران و انگلیس | بازیگر                | مرتضی جعفری             | شبکه ۱                                                      |
| ۱۳۷۲      | سرزمین من و نقابداران      | بازیگر                | مرتضی جعفری             | شبکه ۱                                                      |
| ۱۳۷۲      | سنگ و شیشه                 | بازیگر                | جمشید حیدری             | شبکه ۲                                                      |
| ۱۳۷۳      | آوای فاخته                 | بازیگر                | بهمن زرین‌پور            | شبکه ۱                                                      |
| ۱۳۷۰–۱۳۷۴ | این خانه دور است           | بازیگر                | مسعود رسام و بیژن بیرنگ | شبکه ۲                                                      |
| ۱۳۷۴      | بی‌بی‌یون                    | بازیگر                | حسین پناهی              | شبکه ۱                                                      |
| ۱۳۷۵      | زیر چتر خورشید             | بازیگر                | بهمن زرین‌پور            | شبکه ۲                                                      |
| ۱۳۷۵      | قائم‌مقام فراهانی           | بازیگر                | محمدرضا ورزی            | تهیه شده برای سیمای آذری شبکه جهانی سحر                     |
| ۱۳۷۵      | پیگرد                      | بازیگر                | اردشیر طلوعی            | شبکهٔ ۱ به سفارش وزارت کشور و پرونده‌های موجود در ادارهٔ آگاهی |
| ۱۳۷۷      | چشم‌به‌راه                   | بازیگر                | اصغر فرهادی             | شبکه تهران کارگردان تلویزیونی: مهتاج نجومی                  |
| ۱۳۷۷–۱۳۷۸ | بگذار آفتاب برآید          | بازیگر مهمان          | حسین مختاری             |                                                             |
| ۱۳۷۷–۱۳۷۸ | روزهای زندگی               | بازیگر                | سیروس مقدم              | در سال ۱۳۷۹ از شبکه ۳ پخش شد.                               |
| ۱۳۷۸      | یکی بود، یکی نبود          | بازیگر                | جواد ارشاد              |                                                             |
| ۱۳۷۹      | آی آدم‌ها                   | بازیگر                | محمد حسین‌پور جهان خادم  | برنامه کودک و نوجوان شبکه ۲                                 |
| ۱۳۷۹      | مسافر ری                   | بازیگر                | داوود میرباقری          | شبکه ۱ این سریال، یک نسخه سینمایی هم دارد.                  |
| ۱۳۷۷–۱۳۸۱ | تفنگ سرپر                  | بازیگر در نقش «زن‌آقا» | امرالله احمدجو          |                                                             |
| ۱۳۷۸–۱۳۸۱ | روشن‌تر از خاموشی           | بازیگر                | حسن فتحی                | شبکه ۱                                                      |
| ۱۳۸۳–۱۳۸۴ | مشق عشق                    | بازیگر                | بهرام بهرامیان          | در سال ۱۳۸۴ از شبکه ۱ پخش شد.                               |
| ۱۳۸۵      | روز رفتن                   | بازیگر                | جواد افشار              |                                                             |
| ۱۳۸۵      | ساعت شنی                   | بازیگر                | بهرام بهرامیان          |                                                             |
| ۱۳۸۲–۱۳۸۷ | شیخ بهایی                  | بازیگر                | شهرام اسدی              |                                                             |
| ۱۳۸۷–۱۳۹۰ | مستند ساکن صحرای سکوت      |                       |                         |                                                             |
| ۱۳۸۳–۱۳۹۰ | مختارنامه                  | بازیگر                | داوود میرباقری          |                                                             |
| ۱۳۹۰      | سایه روشن                  | راوی                  | یوسف طاهریان            |                                                             |

### تئاترها
- ماری مادلن
- در سایهٔ حرم
- سوگلی حرمسرا
- دزد ناشی
- سرباز فداکار
- شاه صفی
- در زوایای حرم
- جاسوسه
- شعله
- لبخند مرموز
- آغا محمد خان قاجار
- تو مال منی
- تلافی
- قهرمان
- میهمانان سمج
- توپاز
- رقص زمین (فقط صدا)

### دوبله[۱۶]
گوینده نقش‌های اول به‌جای
- سوفیا لورن (هوس زیر درختان نارون، خانه قایقی)
- سوزان هیوارد (فاتح، رعد در آفتاب)
- مورین اوهارا (دام والدین (۱۹۶۱)، نسل کمیاب، کوهستان اسپنسر)
- جینا لولوبریجیدا (رؤیای شیرین)
- ایوان دکارلو (شیاطین دریا)
- دوریس دی (لج و لجبازی)
- جانا ماریا کاناله (ببر هفت دریا)
- جین هاگن (جنگل آسفالت)
- کتی جورادو (مردی از دل ریو)
- بتی فیلد (پیک‌نیک)
- جوآن اوبرایان (در نمایشگاه جهانی اتفاق افتاد)
- شرلی آن فیلد
- آلیدا والی
- ییوونه سانسون
- آوا گاردنر
- جوآن کراوفورد
- باربارا استانویک
- ریتا هیورث
- مستند حیات وحش هند به‌عنوان راوی (مدیر دوبلاژ امیرمحمد صمصامی)[۱۷]

مدیریت دوبلاژ:
- کارتون‌های والت دیزنی: سفیدبرفی و هفت کوتوله، پینوکیو، سیندرلا، زیبای خفته، گربه‌های اشرافی، جک و لوبیای سحر آمیز
- مجموعهٔ کارتونی رامکال
- مجموعهٔ کارتونی سرندیپیتی
- مجموعهٔ کارتونی دهکده حیوانات (میشا)
- مجموعهٔ کارتونی بامزی قویترین خرس دنیا
- مجموعهٔ کارتونی الفی اتکینز
- مجموعهٔ کارتونی پت پست‌چی
- مجموعهٔ تلویزیونی سال‌های دور از خانه (اوشین)
- مجموعهٔ تلویزیونی سوئینی
- مجموعهٔ تلویزیونی زن اتمی
- فیلم سینمایی جادوگر شهر زمرد
- فیلم سینمایی بیست هزار فرسنگ زیر دریا
- فیلم سینمایی تام بندانگشتی
- فیلم سینمایی بادبادک آبی
- فیلم سینمایی یوزپلنگ
- فیلم سینمایی پسری روی دلفین
- فیلم سینمایی دُن آرام
- فیلم سینمایی شنیدم که جغدی مرا به نام می‌خواند

## جوایز (نمونه‌ها)
- تندیس افتخار برای یک عمر فعالیت سینمایی از سوی خانهٔ سینمای ایران (۱۳۸۲)
- تقدیرنامه برای یک عمر فعالیت هنری و تأثیر فرهنگی از انجمن بازیگران سینمای ایران
- لوح تقدیر به عنوان کارگردان برتر از ششمین جشنوارهٔ بین‌المللی برنامه‌های رادیویی
- لوح تقدیر و جایزهٔ بهترین کارگردانی برای نمایشنامهٔ رادیویی «یک اتفاق ساده» در جشنوارهٔ بین‌المللی برنامه‌های رادیویی (۱۳۸۵)
- معرفی به عنوان چهرهٔ ماندگار (۱۳۸۹)
- لوح تقدیر و هدیهٔ کمیسیون ملی یونسکو در ایران به پاس یک عمر فعالیت هنری.[۱۸][۱۹]